# Münchringen
Münchringen est une localité et une ancienne commune suisse du canton de Berne, située dans l'arrondissement administratif de Berne-Mittelland et la commune de Jegenstorf.

## Histoire
Le 1er janvier 2014, les communes de Münchringen et Scheunen sont intégrées à celle de Jegenstorf.